# Oddział (film 2010)
Oddział (ang. The Ward lub John Carpenter's The Ward) – amerykański film fabularny (hybryda psychologicznego thrillera i horroru) z 2010 roku, napisany przez braci Michaela i Shawna Rasmussenów oraz wyreżyserowany przez Johna Carpentera.

## Opis fabuły
Kristen, niestabilna emocjonalnie dziewczyna, trafia do szpitala psychiatrycznego. Wkrótce po przybyciu zaczyna jej się objawiać widmo jednej z poprzednich pacjentek placówki. Inne dziewczęta przebywające na oddziale giną w tajemniczych okolicznościach, niepokój Kristen wzbudza też personel szpitala oraz lekarz, doktor Stringer. Bohaterka usiłuje rozwikłać zagadkę ponurego miejsca.

## Obsada
- Amber Heard − Kristen
- Mamie Gummer − Emily
- Danielle Panabaker − Sarah
- Laura-Leigh − Zoey
- Lyndsy Fonseca − Iris
- Mika Boorem − Alice Hudson
- Jared Harris − dr. Stringer
- Susanna Burney − pielęgniarka Lundt
- D.R. Anderson − Roy
- Sydney Sweeney − Alice (lat 11)
- Sali Sayler − Tammy
- Jillian Kramer − duch Alice Hudson

## Realizacja i wydanie filmu
Film został zrealizowany budżetem dziesięciu milionów dolarów, a kręcony był przez miesiąc, od 2 sierpnia do września 2009. Lokacje atelierowe obejmowały tereny stanu Waszyngton, w tym miasta Spokane i Des Moines, Eastern State Hospital w Medical Lake oraz Eastern Washington University w Cheney.
Skrypt filmu napisali początkujący scenarzyści, bracia Michael i Shawn Rasmussen. John Carpenter pojawił się na planie Oddziału jako na planie pierwszego realizowanego przez siebie fabularnego filmu kinowego od dziesięciu lat.
13 września 2010 podczas Międzynarodowego Festiwalu Filmowego w Toronto miała miejsce światowa premiera filmu. 10 października tego roku film zaprezentowano widzom Sitges International Fantastic Film Festival w Hiszpanii, a 28 listopada odbyła się projekcja Oddziału we Włoszech, w trakcie Turin Film Festival. Film spotkał się z dystrybucją kinową w 2011, a w niektórych krajach (jak Australia czy Brazylia) został wydany tylko na rynku DVD/Blu-ray. W Polsce obraz opublikowano na nośnikach DVD 21 września nakładem Monolith Films. W ciągu 2011 film był emitowany na światowych festiwalach: Dallas International Film Festival, Philadelphia CineFest, Video On Demand i Seattle International Film Festival w USA, Brussels International Fantastic Film Festival w Belgii, Oldenburg International Film Festival w Niemczech, Night Visions Film Festival i Cinemare Film Festival w Finlandii oraz Paris International Fantastic Film Festival we Francji.